# Stazione di Gravellona Toce
Stazione di Gravellona Toce vasútállomás Olaszországban, Gravellona Toce településen.

## Vasútvonalak
Az állomást az alábbi vasútvonalak érintik:
- Domodossola-Novara-vasútvonal

## Kapcsolódó állomások
A vasútállomáshoz az alábbi állomások vannak a legközelebb:
- Stazione di Omegna-Crusinallo
- Stazione di Ornavasso